# Mladen Varaga
Mladen Varaga (* 17. prosince 1977) je bosenský basketbalista, který hrál českou Národní basketbalovou ligu za tým BK Sadská. Hraje na pozici pivota.
Je vysoký 214 cm, váží 110 kg.

## Kariéra v NBL
- 2005–2007 : BK Sadská

## Statistiky
| Sezóna  | Soutěž      | Odehrané minuty | Průměr na zápas | Body | Průměr na zápas |
| ------- | ----------- | --------------- | --------------- | ---- | --------------- |
| 2005/06 | Mattoni NBL | 109.7           | 13.7            | 45   | 5.6             |
| 2006/07 | Mattoni NBL | 100.1           | 11.1            | 34   | 3,8             |